# Prix Silver Slugger (frappeur désigné)
Pour les articles homonymes, voir Prix Silver Slugger.
Le Prix Silver Slugger ou Bâton d'argent (en anglais : Silver Slugger Award) est un prix remis annuellement aux joueurs des Ligues majeures de baseball pour leurs performances en offensive. Neuf joueurs de la Ligue américaine et neuf joueurs de la Ligue nationale reçoivent cet honneur, attribué au meilleur joueur à chaque position sur le terrain. Le prix est distribué par Louisville Slugger, une entreprise qui fabrique les battes de baseball.
Le Prix Silver Slugger pour le frappeur désigné est remis uniquement dans la Ligue américaine, puisque ce rôle n'existe pas dans  Ligue nationale, où les lanceurs frappent eux-mêmes. Le meilleur frappeur désigné est aussi récompensé depuis 1973 par le prix Edgar Martínez. Bien que les deux prix ne soient pas associés, le gagnant annuel est souvent le même.
| Année | Joueur            | Équipe                |
| ----- | ----------------- | --------------------- |
| 1980  | Reggie Jackson    | Yankees de New York   |
| 1981  | Al Oliver         | Rangers du Texas      |
| 1982  | Hal McRae         | Royals de Kansas City |
| 1983  | Don Baylor        | Yankees de New York   |
| 1984  | Andy Thornton     | Indians de Cleveland  |
| 1985  | Don Baylor        | Yankees de New York   |
| 1986  | Don Baylor        | Red Sox de Boston     |
| 1987  | Paul Molitor      | Brewers de Milwaukee  |
| 1988  | Paul Molitor      | Brewers de Milwaukee  |
| 1989  | Harold Baines     | White Sox de Chicago  |
| 1990  | Dave Parker       | Brewers de Milwaukee  |
| 1991  | Frank Thomas      | White Sox de Chicago  |
| 1992  | Dave Winfield     | Blue Jays de Toronto  |
| 1993  | Paul Molitor      | Blue Jays de Toronto  |
| 1994  | Julio Franco      | White Sox de Chicago  |
| 1995  | Edgar Martínez    | Mariners de Seattle   |
| 1996  | Paul Molitor      | Twins du Minnesota    |
| 1997  | Edgar Martínez    | Mariners de Seattle   |
| 1998  | José Canseco      | Blue Jays de Toronto  |
| 1999  | Rafael Palmeiro   | Rangers du Texas      |
| 2000  | Frank Thomas      | White Sox de Chicago  |
| 2001  | Edgar Martínez    | Mariners de Seattle   |
| 2002  | Manny Ramirez     | Red Sox de Boston     |
| 2003  | Edgar Martínez    | Mariners de Seattle   |
| 2004  | David Ortiz       | Red Sox de Boston     |
| 2005  | David Ortiz       | Red Sox de Boston     |
| 2006  | David Ortiz       | Red Sox de Boston     |
| 2007  | David Ortiz       | Red Sox de Boston     |
| 2008  | Aubrey Huff       | Orioles de Baltimore  |
| 2009  | Adam Lind         | Blue Jays de Toronto  |
| 2010  | Vladimir Guerrero | Rangers du Texas      |
| 2011  | David Ortiz       | Red Sox de Boston     |
| 2012  | Billy Butler      | Royals de Kansas City |
| 2013  | David Ortiz       | Red Sox de Boston     |
| 2014  | Víctor Martínez   | Tigers de Détroit     |
| 2015  | Kendrys Morales   | Royals de Kansas City |
| 2016  | David Ortiz       | Red Sox de Boston     |
| 2017  | Nelson Cruz       | Mariners de Seattle   |